# Expresso das Ilhas
Expresso das Ilhas és un setmanari de Cap Verd que cobreix les notícies principals de l'arxipèlag i les històries locals de cada illa. El diari es troba a la capital de Cap Verd, Praia i una de les de major circulació a Cap Verd. Va ser fundada el 1991. El setmanari es publica en portuguès amb alguns articles esporàdics en crioll capverdià.
El diari és proper al partit polític Moviment per la Democràcia (MPD). El seu logotip representa un navili i una ona de llum blava a l'esquerra.

## Informació
Expresso das Ilhas informa sobre esports, clima, negocis, entreteniment i esports. El diari està disponible a Internet.